# Éjjeli kuhi
Az éjjeli kuhi (Elanus scriptus) a madarak osztályának vágómadár-alakúak (Accipitriformes) rendjébe, ezen belül a vágómadárfélék (Accipitridae) családjába tartozó faj.

## Rendszerezése
A fajt John Gould angol ornitológus írta le 1842-ben.

## Előfordulása
Ausztrália nagy részén honos. A természetes élőhelye szubtrópusi és trópusi füves puszták.

## Megjelenése
Testhossza 34–37 centiméter, szárnyfesztávolsága 84–89 centiméter, testtömege 160–427 gramm. Nagy szeme van. Háta világos kékesszürke, válla sötétebb, hasi része fehér.
|  |

## Életmódja
Leginkább rágcsálókkal táplálkozik. Elsősorban éjszaka aktív faj.